# One Foot in the Grave (álbum de Tankard)
One Foot in the Grave es el decimoséptimo disco de la banda alemana de thrash metal Tankard, lanzado el 2 de junio de 2017 a través de la discográfica Nuclear Blast. El álbum fue producido por Matthew Buchwalter, quien es también el baterista de la banda Personal War.

## Crítica y recepción
La división alemana de la revista especializada Metal Hammer calificó llamó al tema "Arena of the True Lies" una continuación pegadiza del trabajo anterior de la agrupación, R.I.B. y citó al tema "Syrian Nightmare" como la expresión del enojo del cantante Gerre's expression acerca de la situación política actual en Medio Oriente. El reseñador para Rock Hard, también consideró al álbum como pegadizo y con lírica fuerte, aunque criticó los riffs como poco originales para un trabajo de thrash metal. El portal de SputnikMusic calificó al álbum también de manera positiva y considera que en el tema del contenido lírico es de los más serios y maduros, junto con su trabajo en Two-Faced.

## Lista de canciones
| N.º | Título                                       | Duración |  |
| 1.  | «Pay to Pray»                                | 5:22     |  |
| 2.  | «Arena of the True Lies»                     | 5:08     |  |
| 3.  | «Don't Bullshit Us!»                         | 3:56     |  |
| 4.  | «One Foot in the Grave»                      | 4:47     |  |
| 5.  | «Syrian Nightmare»                           | 4:31     |  |
| 6.  | «Northern Crown (Lament of the Undead King)» | 4:22     |  |
| 7.  | «Lock'Em Up!»                                | 4:10     |  |
| 8.  | «The Evil That Men Display»                  | 3:14     |  |
| 9.  | «Secret Order 1516»                          | 7:23     |  |
| 10. | «Sole Grinder»                               | 5:28     |  |